# 島津珍彦

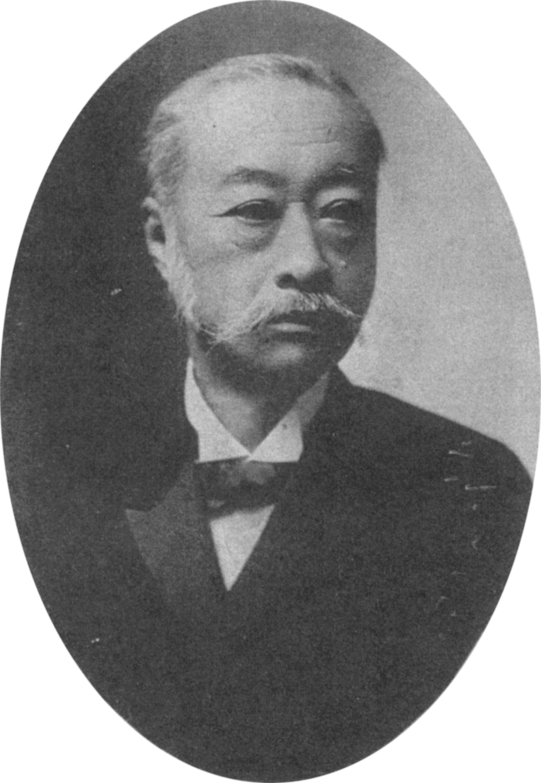
島津珍彦

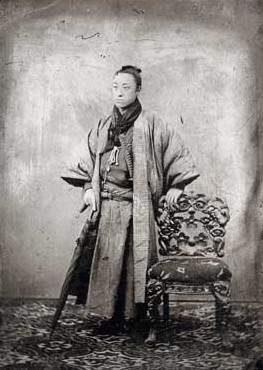
島津珍彦（明治2年（1869年）撮影）

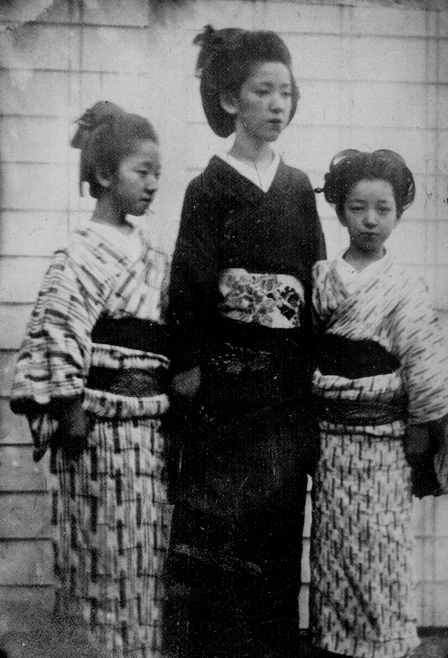
島津斉彬が撮影したといわれる斉彬の娘たちの写真。左が珍彦の妻・典子、中央と右は相次いで珍彦の兄・忠義の妻となった暐子と寧子

島津 珍彦（しまづ うずひこ、天保15年10月22日（1844年12月1日） - 明治43年（1910年）6月16日）は、幕末の薩摩藩士。明治期の日本の政治家、華族。侍従、貴族院議員。位階・勲等・爵位は従三位勲三等男爵。

## 生涯
島津久光の四男として薩摩国に生まれる。母は正室の千百子。最後の薩摩藩主・島津茂久（忠義）の同母弟にあたる。名（諱）は紀寛→忠鑑→珍彦、通称は敬四郎→又次郎→周防→常陸→備後と変遷した。名の珍彦は記紀神話に登場する神・椎根津彦の別名である。
父の久光が島津宗家（薩摩藩主家）へ復帰したことに伴い、大隅重富を領有し、重富島津家を相続、忠鑑（ただあき）と名乗った。のち珍彦に改名した。元治元年（1864年）の禁門の変をはじめとして、慶応4年（1868年）の鳥羽・伏見の戦い及び箱館戦争に従軍した。のちに照国神社宮司や鹿児島県立中学造士館館長を歴任（中学造士館#鹿児島県立中学造士館の項も参照）。
1890年（明治23年）9月29日、貴族院多額納税者議員に任じられ、1897年（明治30年）7月10日、貴族院男爵議員に選出された。1910年（明治43年）、糖尿病で没す。

## 栄典
- 1889年（明治22年）3月2日 - 男爵[5]
- 1889年（明治22年）3月5日 - 従五位[6]
- 1891年（明治24年）12月14日 - 木杯一個[7]
- 1893年（明治26年）12月4日 - 木杯一個[8]
- 1895年（明治28年）6月29日 - 正五位[9]
- 1896年（明治29年）
  - 3月29日 - 銀盃一組[10]
  - 10月10日 - 従四位[11]
- 1899年（明治32年）9月26日 - 木杯一個[12]
- 1902年（明治35年）6月20日 - 正四位[13]
- 1906年（明治39年）4月1日 - 勲四等旭日小綬章[14]
- 1909年（明治42年）5月4日 - 木杯一組[15]
- 1910年（明治43年）6月16日 - 従三位勲三等瑞宝章[16]

## 家族・親族
妻は、伯父の薩摩藩主島津斉彬の四女・典子（のりこ）。2男3女がある。
1. 長女：明子（1869年 - 1958年） - 島津久寛に嫁ぎ、離縁となったのち島津雄五郎（珍彦の弟・島津忠欽の長男）に再嫁した。子に島津忠夫、大谷文子。長男・忠夫は早世した父に代わって祖父・忠欽の男爵位を継ぎ、玉里島津家分家の2代当主となり、妻に日置島津家15代当主・島津繁麿の妹・せつを迎えた[17]。娘・文子は大谷瑩韶（伯爵大谷光瑩庶子）の妻となった[17]。
2. 長男：壮之助（そうのすけ、1871年 - 1925年） - 重富家の家督と男爵位を継ぐ。壮之助の最初の妻・鶴は島津雄五郎の妹である。子に長男・島津忠彦、次男・加藤久幹ら。
3. 次女：治子（1878年 - 1970年） - 男爵島津長丸（宮之城島津家当主）の妻となり、昭和初期に皇后宮女官長を務めた。
なお、島津久寛・雄五郎・長丸はいずれも珍彦の甥、鶴は姪にあたり、久光から3代続けてのいとこ婚である。
4. 次男：久雄（大村純久、1885年 - 1917年） - 男爵大村武純（元大村藩主・大村純顕の三男、また伯爵大村純英の実父）の養子。
5. 三女：孝子（1888年 - 1975年） - 三菱財閥の4代目総帥・岩崎小弥太に嫁いだ。そのため、島津家は三菱の創業者一族・岩崎家と姻戚関係で結ばれている。